# Ki (diosa)
Ki (del cuneiforme KI, en sumerio «tierra») es conocida como la diosa de la tierra, una de las más importantes de la mitología sumeria, y por extensión, de Mesopotamia.
Eruditos como Samuel Noah Kramer coinciden en que esta diosa, es comúnmente conocida por su nombre más popular de la diosa madre Ninhursag y sería la misma figura, pero no está absolutamente claro. Algunas versiones aseguran que es hermana de An e hija de Anshar y Kishar, antiguas personificaciones del cielo y de la tierra. 
Otras, que es hija de An, dios del cielo y de la diosa Nammu (o de Nammu, y consorte de An). Esta leyenda, relata que, en un principio, la tierra y el cielo estaban unidos y fueron una vez una montaña que emergió del océano primordial. El pico de la montaña, que tenía su base en la tierra, tocó el cielo. An, es el cielo y Ki, la tierra. Nammu, madre de Ki, es el océano o mar primigenio, que rodea a la tierra, el caos original. Con su consorte An/Anu y Ki engendraron a los anunnaki, siendo la más prominente de estas deidades Enlil (En=Señor - lil=del aire o de la atmósfera), que al nacer, separó el cielo (para An) de la tierra (para Ki y Enlil), y así se creó el día (el alba).
Fue protagonista de los relatos míticos de Enki y Ninmah, del Mito de Enki y Ninhursag, del relato sumerio de Ziusudra y de los poemas épicos acadios Atrahasis y Enuma Elish.
Algunos académicos cuestionan que Ki fuese en realidad una deidad, puesto que no se ha encontrado ninguna evidencia de su culto y su nombre sólo ha aparecido en algunos textos sumerios de la creación. En la mitología acadia y babilónica se convertiría en la diosa acadia y babilónica Antu, consorte del dios Anu (conversión del sumerio An).